# 東京騎士隊
『東京騎士隊』（とうきょうナイト）は、1961年2月1日に公開されたカラー映画、鈴木清順監督作品。主演は和田浩治。

## あらすじ
松原孝次は、建設業の経営をしていた父の死により、留学先の米国から帰国する。彼は父の跡を継いで3代目社長に就任する。そこで彼は、古くから会社に従事している男から、ホテル建設の際、敵対する徳武建設が建設の請負い権利を強奪、孝次の父が不審な死に方をしたことを知る。その後、ダム建設に関しての競合入札の際、再びライバルの徳武建設が工事の請負い権利を落札するが、孝次はしきりに不正があると異議を申立てた。孝次はその後、自社の社員・三島と徳武が父親を殺害したと話している音声を入手するが、徳武たちは孝次も亡きものとすべく、待ち受けていた。

## キャスト
- 和田浩治 : 松原孝次
- 清水まゆみ : 徳武百合子
- 禰津良子 : 利根順子
- 南田洋子 : 松原理枝
- 嵯峨善兵 : 徳武
- 近藤宏 : 庄司
- ジョージ・レイカー : ブラックウッド教師
- 小沢直故 : 小沢
- 松山元 : 鎌谷
- かまやつひろし : 平井
- 亀山靖博 : トム
- 東恵美子 : さかえ
- 木島一郎 : ヤス
- 高緒弘志 : ロク
- 近江大介 : サダ
- 横田陽子 : 女中マキ
- 水上早苗 (コロムビア)[4]
- 金井克代[4]
- 緑川宏 : 徳武組幹部[4]
- 雪丘恵介[4]
- 三村和子[4]
- 小柴隆 : 係員[4]
- 上野山功一 : テーラー[4]
- 柳瀬志郎 : 徳武組幹部
- 小沢昭一 : 利根甚作
- 金子信雄 : 三島

## スタッフ
- 監督 ：鈴木清順
- 脚本 ：山崎巌
- 企画 : 児井英生
- 音楽 : 大森盛太郎
- 撮影 : 永塚一栄
- 編集 : 鈴木晄
- 助監督 : 武田一成[4]

## 使用楽曲
- 主題歌「東京騎士隊」: 和田浩治、かまやつひろし
- 挿入歌 「誘惑してミナ」、「チョイチョイ節」: かまやつひろし、「唇が泣いている」: 水上早苗

## ロケ地
- 成城学園[5]
- 土肥温泉[5]